# شفافیت مکان
شفافیت مکانی به معنای استفاده از نام‌ها برای شناسایی منابع شبکه به‌جای مکان واقعی آن‌ها است. به عنوان مثال، فایل‌ها از طریق یک نام فایل منحصربه‌فرد دسترسی پیدا می‌کنند، اما داده‌های واقعی در بخش‌های فیزیکی پراکنده‌ای در دیسک در کامپیوتر محلی یا شبکه ذخیره می‌شوند. در یک سیستم شفافیت مکانی، مکان واقعی که فایل در آن ذخیره شده است برای کاربر مهم نیست. یک سیستم توزیع‌شده برای نام‌گذاری منابع، باید از یک طرح شبکه‌ای استفاده کند.
مزیت اصلی شفافیت مکانی این است که دیگر مهم نیست منبع کجا قرار دارد. بسته به نحوه تنظیم شبکه، کاربر ممکن است بتواند فایل‌هایی که در کامپیوتر دیگری متصل به شبکه قرار دارند، را بدست آورد. این بدان معناست که مکان منبع برای توسعه‌دهندگان نرم‌افزار و کاربران نهایی مهم نیست. این موضوع این تصور را ایجاد می‌کند که کل سیستم در یک کامپیوتر قرار دارد، که توسعه نرم‌افزار را بسیار ساده‌تر می‌کند.
مزیت اضافی دیگر، انعطاف‌پذیری است که فراهم می‌کند. منابع سیستم می‌توانند در هر زمانی بدون مختل کردن هیچ‌یک از سیستم‌های نرم‌افزاری در حال اجرا، به کامپیوتر دیگری منتقل شوند. با بروزرسانی مکان مرتبط با منبع نام‌گذاری شده، هر برنامه‌ای که از آن منبع استفاده می‌کند، قادر خواهد بود آن را پیدا کند. شفافیت مکانی عملاً مکان را برای کاربران آسان می‌کند، زیرا داده‌ها تقریباً توسط هر کسی که بتواند به اینترنت متصل شود، که نام فایل‌های مناسب را برای استفاده بداند و دارای مجوزهای امنیتی مناسب باشد، قابل دسترسی است.